# 楊汝震
楊汝震，京劇演員，工生行，現在是北京市戲曲學校教師，正高級職稱。
1962年，與倪啟勳、趙世璞、安雲武等4人同時被北京戲曲學校時任校長馬連良選為重點培養的學生，受馬先生親自教導。
他在北京戲曲學校培養了許多學生。